# هيني مولر
هيني مولر (بالألمانية: Heini Müller)‏ (18 فبراير 1934 بغوت في ألمانيا - ) هو لاعب كرة قدم ألماني في مركز الوسط. لعب مع نادي نورنبرغ.

## وصلات خارجية
- هيني مولر على موقع بيانات كرة القدم. دي إي (الألمانية)
- هيني مولر على موقع عالم كرة القدم.نت (الإنجليزية)